# Hygrotus laccophilinus
Hygrotus laccophilinus är en skalbaggsart som först beskrevs av Leconte 1878.  Hygrotus laccophilinus ingår i släktet Hygrotus och familjen dykare. Inga underarter finns listade i Catalogue of Life.